# Citroën C15
Citroën C15 byl užitkový vůz vyráběný francouzskou automobilkou Citroën v letech 1984 až 2005. Během této doby se dočkal řady modernizací, zvláště u pohonných jednotek. Za 21 let výroby sjelo z výrobních pásů celkem 1 181 471 kusů. Užitná plocha vozu má rozměry 1644 × 1540 (1114 mezi podběhy), užitečné zatížení bylo 600 nebo 765 kg nákladu, v posledních letech výroby dokonce 945 kg.

## Příklady motorizací
Citroën C15 byl nabízen v mnoha motorizacích, benzinových i dieselových. 
Počátkem 90. let dokonce výrobce experimentoval s plně elektrickým pohonem pod označením C15 Electrique. Plně elektrických vozidel s výkonem 18, později 20 kW, však vzniklo jen 400 kusů, z nichž většina dále sloužila u francouzských státních institucí. Zájem o elektromobily C15 nebyl však nijak velký a projekt byl brzy ukončen.
V průběhu 90. let začala z praktických důvodů převažovat mezi prodanými vozidly naftová verze, zpočátku s atmosférickým dieselovým motorem typu 1.8D XUD7, ke konci 90. let pak do nabídky přibyl modernější naftový motor DW8 plnící normu EURO 3. 
| Model    | počet válců | objem    | výkon          | toč.moment      | poznámka     |
| -------- | ----------- | -------- | -------------- | --------------- | ------------ |
| C15E     | 4 v řadě    | 1124 cm³ | 35 kW/5750 ot. | 78 Nm/2500 ot.  | od roku 1984 |
| C15D     | 4 v řadě    | 1769 cm³ | 44 kW/4500 ot. | 111 Nm/2000 ot. | od roku 1984 |
| C15 1,9D | 4 v řadě    | 1868 cm³ | 44 kW/4600 ot. | 110 Nm/2500 ot. |              |

Po roce 2000 byl v nabídce prodejce k dispozici již jen motor DW8 1.9D, nepřeplňovaný vznětový čtyřválec o objemu 1,9 litru s výkonem 44 kW. Dodávku o rozměrech 3995 × 1636 × 1801 mm bylo možné rozjet až na 135 km/h a to při kombinované spotřebě 6,5l nafty na 100 km.